# 박진수 (1978년)
박진수(1978년 1월 25일 ~ )는 대한민국의 배우이다.

## 학력
- 한양대학교 연극영화학 학사

## 출연작

### 영화
- 《미션 파서블》 (2021년) - 고참 형사 역
- 《내안의 그놈》 (2019년) - 경찰 1 역
- 《공작》 (2018년) - 단속요원 역
- 《유리정원》 (2017년) - 형사 역
- 《희생부활자》 (2017년) - 미행형사 2 역
- 《남한산성》 (2017년) - 울러히 역
- 《커터》 (2015년) - 형사 1 역
- 《위험한 상견례 2》 (2015년) - 형사 1 역
- 《국제시장》 (2014년) - 대한상사 직원 1 역
- 《안녕, 투이》 (2014년) - 기동 역
- 《서울연애》 (2014년) - AS기사 역
- 《찌라시: 위험한 소문》 (2014년) - 테스트 역
- 《용의자》 (2013년) - RA 역
- 《음치클리닉》 (2013년) - 동창 3 역
- 《5백만불의 사나이》 (2012년) - 양복 역
- 《댄싱퀸》 (2012년) - 게이커플 2 역
- 《화이트: 저주의 멜로디》 (2011년) - 도전서바이벌 PD 역
- 《혜화,동》 (2011년) - 주차요원 1 역
- 《고사 두 번째 이야기: 교생실습》 (2010년) - 근식 역
- 《섹스 볼란티어》 (2010년) - 모텔 지배인 역
- 《여자 없는 세상》 (2009년) - 쭈꾸미 역
- 《파주》 (2009년) - 보험사 직원 역
- 《해운대》 (2009년) - 연구원 2 역
- 《7급 공무원》 (2009년) - 해외팀 요원 역
- 《리튼》 (2008년) - 감독 역
- 《초감각 커플》 (2008년) - 레스토랑 사장 아들 역
- 《멋진 하루》 (2008년) - 경마장 남자 직원
- 《무림여대생》 (2008년) - 출산 부부 / 차력 혐오 남녀 1 역
- 《복면달호》 (2007년) - FD 역
- 《뚝방전설》 (2006년) - 뚝방파 2 역
- 《국경의 남쪽》 (2006년) - 10호 초소 초병 역
- 《피터팬의 공식》 (2006년) - 지영 역
- 《6월의 일기》 (2005년) - 폴리스 라인 순경 역
- 《미스터 주부퀴즈왕》 (2005년) - 생선장수 역
- 《내 여자친구를 소개합니다》 (2004년) - 상문 역
- 《실미도》 (2003년) - 진수 역
- 《싱글즈》 (2003년)

### 드라마
- 《경이로운 소문》 (2020년, OCN) - 표 형사과장 역
- 《아버님 제가 모실게요》 (2016년, MBC) - 김 피디 역
- 《후아유 - 학교 2015》 (2015년, KBS2) - 광고회사 팀장 역
- 《전설의 마녀》 (2014년~2015년, MBC) - 의사 역
- 《가족끼리 왜 이래》 (2014년~2015년, KBS2) - 경찰 역
- 《꽃할배 수사대》 (2014년, tvN) - 형사 역
- 《엔젤 아이즈》 (2014년, SBS) - 최정식 역
- 《응급남녀》 (2014년, tvN) - 경찰 역

### 연극
- 《장석조네 사람들》 (2011년)
- 《불카누스》 (2008년)
- 《오늘의 책은 어디로 사라졌을까?》 (2007년)
- 《서바이벌 캘린더》 (2005년)
- 《줄리에게 박수를》 (2004년)